# We're The Pet Shop Boys (versión de Robbie Williams)

## Comentario de Robbie Williams
Robbie: "Me encanta el hecho de que los Pet Shop Boys le hayan hecho un cover, no es una de sus canciones y me encanta la ironía de hacerle un cover. Más allá de todo el romance para mí esta canción es colosal. ¿Me sentí como un Pet Shop Boys cuando la cantaba?. Sí, absolutamente (dice con una gran sonrisa). Chris Health (la persona que coescribío Feel y mi autobiografía conmigo) me la interpretó y, simplemente me enamoré de ella. Debo decir, que cuando la he vuelto a escuchar y tengo la oportuidad de cantar 'Qué he hecho, qué he hecho, qué he hecho para merecer esto' me recorren escalofríos por la espalda. Es sentido de historia, de ustedes y mía, y esas letras en particular me afectan. Es un honor hacerlo. Me encantan los Pet Shop Boys y es un placer saber que entre los genios del pop me puedo sostener".

## Comentario: Mark Terry e Brad LeBeau
Mark Terry:
"Pensamos que era interesante para él re poner cimientos, pero no es una movida significativa en términos de nosotros enfocándonos completamente en Norteamérica", dice Mark Terry, VP de mercadeo de EMI en el Reino Unido e Irlanda. "Era algo que él quería hacer. Nos sentimos bien en apoyarlo, y ha sido un exitoso disco de clubs. Qué ofreceremos después, no lo sé ahora".
Brad LeBeau:
Pero Brad LeBeau, de la compañía ProMotion, que comisionó las remezclas, ve una afinidad creciente entre Williams y el público discotequero estadounidense. "Robbie es uno de los artistas pop más importantes del mundo cuya imagen progresiva y agresiva, como cuando se viste de mujer en 'She's Madonna', ha ayudado a legitimizar su presencia entre la población de los clubes en Estados Unidos", dice

## Close My Eyes
Ya en septiembre anuncio que el holandés Sander Van Doorn había tomado el tema "We're The Pet Shop Boys", transformándolo en un nuevo sonido, e incluso le dio un mp3 a través de la edición de boletín informativo. Y que esta pista saldría en todas partes el 19 de enero. Actualmente el 26 de enero de 2009 fue habitilitada la descarga en Itunes por medio de la web oficial de Robbie Williams.

## Video musical
En la página oficial de Robbie Williams pueden ver su nuevo video del remix titulado Close my eyes, que tiene como base el tema de su álbum Rudebox, llamado We're the Pet Shop Boys, hecho con el DJ Sander Van Doorn. En el video no aparece él, sólo unas chicas bailando en cámara lenta.

## Singles e Promos
Singles:
| Single                  | Formato           | Temas | Editora Promocional |
| ----------------------- | ----------------- | --- | ------------------- |
| We're The Pet Shop Boys | 5"CD Color Rosa   | 1.Ralphi Rosario Extended Vocal Mix 2.Ralphi Rosario Dub 3.Ralphi Rosario Edit.                                              | Capitol             |
| Close My Eyes           | 5"CD              | 1.Close My Eyes (Radio Edit) 2.Close My Eyes (Club Version) 3.Close My Eyes (Alternative Club Version) 4.Close My Eyes (Dub) |                     |
| We're The Pet Shop Boys | 5"CD Color Naraja | 1.We're The Pet Shop Boys - (Sander Van Doorn Remix) (6:19)                                                                  | Capitol             |
| Close My Eyes           | 12"LP             | A.Close My Eyes (Club Version) B1.Close My Eyes (Alternative Club Version) B2.Close My Eyes (Dub)                            | Nebula              |
| Close My Eyes           | Maxi-CD           | 01. Radio Edit UK (02.49) 02. Radio Edit (03.05) 03. Club Mix (07.23) 04. Dub (06.07) 05. Video                              |                     |
| Close My Eyes           | Single-CD         | 1.Close My Eyes (Radio Edit) 3:05 2.Close My Eyes (Club Mix) 7:24 3.Close My Eyes (Dub) 6:08                                 | Spinnin             |
| / Close My Eyes         | Promo-CD          | 1.Close My Eyes (Radio Edit) 3:07 2.Close My Eyes (Club Mix) 7:26 2.Close My Eyes (Dub) 6:08                                 | ARS                 |
| Close My Eyes           | 12"               | A1.Close My Eyes (Club Mix) (7:24) B1.Close My Eyes (Dub) (6:08)                                                             | Tiger Records       |
| Close My Eyes           | 12"               | A Close My Eyes (Club Mix) (7:23) B1 Close My Eyes (Alternative Club Mix) (6:18) B2 Close My Eyes (Dub) (6:07)               | Ego Music           |
| We're The Pet Shop Boys | Digital           | 1. Were The Pet Shop Boys (DeNovia Dub Star mix) 2. Were The Pet Shop Boys (DeNovia Dub Spectrum mix)                        |                     |

Albums:
| Álbum   | Formato | Temas |
| ------- | ------- | --- |
| Rudebox | 5"CD    | 1.Rudebox 2.Viva Life on Mars 3.Lovelight 4.Bongo Bong / Je Ne T'aime Plus (Feat. Lily Allen) 5.She's Madonna 6.Keep On 7.Good Doctor 8.The Actor 9.Never Touch that Switch 10.Louise 11.We're the Pet Shop Boys (Feat. Pet Shop Boys) 12.Burslem Normals 13.Kiss Me 14.The '80s 15.The '90s 16.Summertime 17.Dickhead (Bonus Track) |
| Rudebox | LP      | A1.Rudebox A2.Viva Life On Mars A3.Lovelight B1.Bongo Bong B2.She's Madonna (Feat. Pet Shop Boys) B3.Keep On C1.Good Doctor C2.The Actor C3.Never Touch This Switch D1.Louise D2.We're The Pet Shop Boys (Feat. Pet Shop Boys) D3.Burslem Normals E1.Kiss Me E2.The 80's E3.The 90's F1.Summertime                                   |

## Ranking
We're The Pet Shop Boys - Editora Promocional: Capitol / ChrysalisCharts	Puesto	Semanas
```
Billboards Hot Dance Club Play	05	
Billboards Single: Global Dance Tracks	17
```

Close My Eyes - Editora Promocional: Chrysalis / Spinnin'(Holanda)-ARS(Holanda)Charts	Puesto	Semanas
```
Billboards Hot Dance Club Play	07	3
The Upfront Club Top 40	04	
```

Dance Line Chart	14	
```
Billboard Global Dance Tracks	17	
Billboard Netherlands	08	
DUTCH CHARTS: Single Top 100	07	
DUTCH CHARTS: Download Top 50	06	
DUTCH CHARTS: Dance Top 30	02	4
DUTCH CHARTS: 3fm Mega Top 50	10	
GRReporter HOT 15	07	
top40-charts.com: Netherlands Top 40	17	3
top40-charts.com: Europe Official Top 100	98	
top40-charts.com: German Top 40	33	
Itunes Germany: Dance Album	01	
Viva Charts: Club Rotation Dance Charts	06	
Viva Charts: VIVA DDP	11	
Viva Charts: VIVA TOP 100	33	
```

Close My Eyes (Radio Edit UK) - Editora Promocional: --Charts	Puesto	Semanas
```
iTunes Dance Top 20	01	
```

Close My Eyes (Club Mix) - Editora Promocional: --Charts	Puesto	Semanas
```
iTunes Dance Top 20	09	
```

Close My Eyes (Radio Edit) - Editora Promocional: --Charts	Puesto	Semanas
```
iTunes Dance Top 20	14
```

## Créditos
Album:
Lead Vocal: 
Robbie Williams
Backings Volcals:
Neil Tennant
Letra original de:
My Robot Friend
-
Single(Capitol - Color Naranja): Sander Van Doorn Remix - US
Mixed By:
Tim Weidner
Producer (Original Production):
Chris Zippel, Pet Shop Boys
Remix, Producer (Additional Production):
Sander Van Doorn
Letra original de:
My Robot Friend
-
Close My Eyes - Single (Spinnin'): - Holanda
Music/Lyrics:
My Robot Friend
Producer:
Neil Tennant
Chris Lowe
Chris Zippel

---